# Jihanah (huyện)
Huyện Jihanah là một huyện thuộc tỉnh San`a', Yemen. Đến thời điểm năm 2003, huyện này có dân số 50747 người